# Philippe Taquet
Philippe Robert Taquet (* 25. April 1940 in Saint-Quentin) ist ein französischer Wirbeltier-Paläontologe, der sich mit Dinosauriern befasst. Er war Professor am Muséum national d’histoire naturelle (MNHN) in Paris.

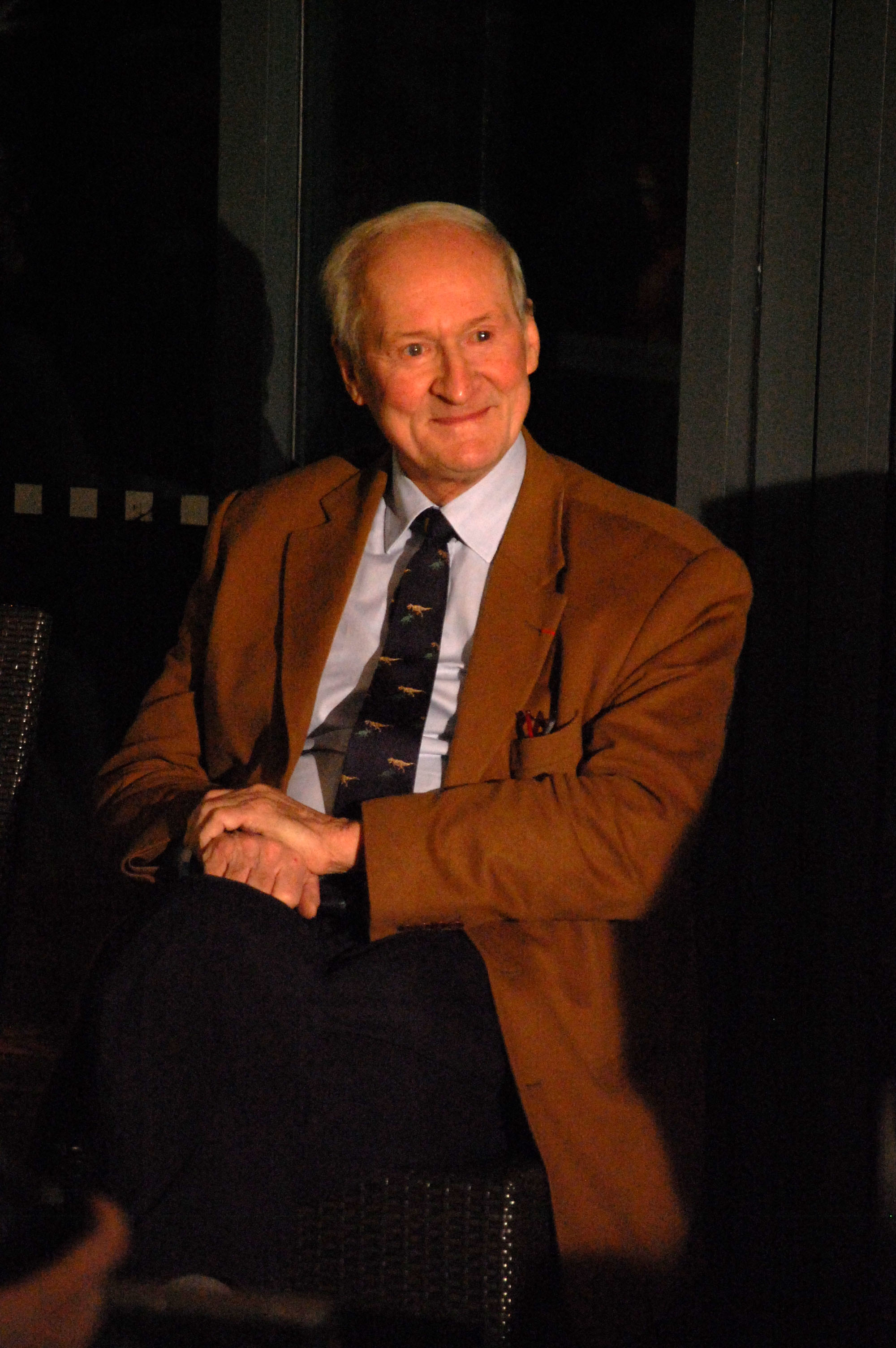
Philippe Taquet (2013)

## Leben
Taquet studierte an der Sorbonne mit dem ersten Teil der französischen Promotion (Thèse 3eme Cycle) 1965 und dem zweiten Teil (Docteur ès Sciences) 1973. Von 1965 bis 1981 arbeitete er als Wissenschaftler für das CNRS. 1981 bis 2000 war er Direktor des Labors für Paläontologie des MNHN und 1985 bis 1990 Direktor des MNHN. Er leitete auch die Forschungsgruppe (URA) der CNRS für Paläoanatomie, Phylogenie und Paläogeographie.
1990 wurde er korrespondierendes und 2004 volles Mitglied der Académie des sciences, deren Vizepräsident er 2011 bis 2012 und Präsident 2013 bis 2014 er war.
Seit 2004 ist er Präsident der Commission internationale pour l’histoire de la géologie (INHIGEO). Seit 2001 ist er Ehrenmitglied der Society of Vertebrate Paleontology. Er ist Offizier der Ehrenlegion und des Ordre national du Mérite.
Er war zu Feldexkursionen besonders in Nordafrika (Marokko, Niger), wo er eine Reihe neuer Dinosaurierarten fand wie Ouranosaurus (1976, ein Iguanodon-ähnlicher Saurier) in Gadoufaoua aus dem Aptium von Niger. Er fand dort auch das riesige Krokodil Sarcosuchus aus der Kreide. Er war auch in Brasilien, Argentinien, Bolivien, der Mongolei, Madagaskar, Thailand und Laos zu Ausgrabungen. Insgesamt benannte er über neun neue Dinosaurierarten:  neben dem erwähnten Ouranosaurus Atlasaurus, Berberosaurus, Piveteausaurus, Chebsaurus, Genusaurus, Lurdusaurus, Pyroraptor, Tangvayosaurus, Tazoudasaurus und die Art Valdosaurus nigeriensis (mit Peter Galton).
1999 wurde der Nigersaurus taqueti ihm zu Ehren benannt. 2009 erhielt er die Sue Tyler Friedman Medal.

## Schriften
- Dinosaur Impressions: Postcards from a Paleontologist, Cambridge University Press 1998
- L’Empreinte des Dinosaures, Ed. Odile Jacob 2004
- Georges Cuvier (Naissance d’un génie), Ed. Odile Jacob 2006